# ويليام كورتيس
ويليام كورتيس (29 مايو 1881 بليستر في المملكة المتحدة - 23 ديسمبر 1962) (بالإنجليزية: William Curtis)‏ هو لاعب كريكت بريطاني وبريطاني (وحمل سابقاً جنسية المملكة المتحدة لبريطانيا العظمى وأيرلندا). لعب مع نادي مقاطعة ليسترشاير للكريكت ‏.

## وصلات خارجية
- ويليام كورتيس على موقع إي آس بي آن كريك إنفو (الإنجليزية)